# غاري بيغز
غاري بيغز (بالإنجليزية: Gary Biggs)‏ هو لاعب قذف بريطاني، ولد في 1977 في Banagher, County Londonderry ‏ في المملكة المتحدة.